# Xavier Ribas
Xavier Ribas Centelles (* 16. Februar 1976 in Terrassa) ist ein ehemaliger spanischer Hockeyspieler. Er belegte bei den Olympischen Spielen 2008 mit der spanischen Nationalmannschaft den zweiten Platz, war 1998 Weltmeisterschaftszweiter und 2005 Europameister.

## Karriere
Der 1,78 m große Xavier Ribas debütierte 1997 in der spanischen Nationalmannschaft. Bei der Weltmeisterschaft 1998 in Utrecht belegten die Spanier in der Vorrunde den zweiten Platz hinter Australien. Nach einem 3:0 über die Deutschen im Halbfinale trafen die Spanier im Finale auf die niederländische Auswahl. Die Niederländer siegten nach Verlängerung 3:2. Bei den Olympischen Spielen 2000 in Sydney belegten die Spanier den neunten Platz. Zwei Jahre danach schnitt die spanische Mannschaft bei der Weltmeisterschaft in Kuala Lumpur mit einem elften Platz auch nicht erfolgreich ab. 2003 fand die Europameisterschaft in Barcelona statt. 2004 bei den Olympischen Spielen in Athen gewannen die Spanier ihre Vorrundengruppe vor den Deutschen.  Nach einer 3:6-Niederlage gegen die australische Mannschaft im Halbfinale trafen die Spanier im Spiel um den dritten Platz wieder auf die Deutschen und unterlagen 3:4 nach Sudden Death in der Nachspielzeit durch ein Tor von Björn Michel.
2005 bei der Europameisterschaft in Leipzig trafen die Spanier im Halbfinale auf die deutsche Mannschaft und gewannen 3:2, im Finale bezwangen sie die Niederländer mit 4:2. Im Jahr darauf fand auch die Weltmeisterschaft 2006 in Deutschland statt und zwar in Mönchengladbach. Die Spanier belegten in der Vorrunde den zweiten Platz hinter den Australiern. Im Halbfinale unterlagen sie den Deutschen nach Siebenmeterschießen, gewannen aber die Bronzemedaille durch ein 3:2 gegen die südkoreanische Mannschaft. 2007 bei der Europameisterschaft in Manchester bezwangen die Spanier im Halbfinale die deutsche Mannschaft nach Verlängerung und Penaltyschießen. Im Finale unterlagen sie den Niederländern mit 2:3. 2008 nahm Xavier Ribas zum dritten Mal an Olympischen Spielen teil. Die Spanier unterlagen in der Vorrunde den Deutschen mit 0:1, belegten aber den ersten Platz ihrer Vorrundengruppe. Im Halbfinale besiegten die Spanier die Australier mit 3:2. Im Finale trafen sie wieder auf das deutsche Team und verloren mit 0:1. 2010 belegte er mit der spanischen Mannschaft den fünften Platz bei der Weltmeisterschaft in Neu-Delhi.
Auf Vereinsebene spielte Xavier Ribas für den spanischen Rekordmeister Atlètic Terrassa, der in den 2000er Jahren sechs spanische Meistertitel gewann.